# Арапско венчање
Арапска венчања (арапски: زفاف,  فرح или عرس) су церемоније венчања које одражавају арапске утицаје или арапску културу.
Традиционална арапска венчања су замишљена да буду веома слична савременим бедуинским и сеоским венчањима. Оно што се понекад назива „бедуинским“ венчањем је традиционално арапско исламско венчање без икаквог страног утицаја. Церемоније могу, у неким случајевима, бити јединствене од региона до региона, чак и унутар исте земље.
Процес венчања обично почиње састанцима између породица пара и завршава се конзумацијом вереника (ليلات آل-دخل leilat al-dokhla).
Млада и младожења морају обоје дати сагласност, а младожења мора бити добродошао у кућу младе, али само у присуству њених родитеља, како би се одржала пристојност са обе стране.
Најчешћи догађаји које претходе муслиманском браку су варијације следећег: просидба, веридба, кана, никах (церемонија), регистрација, свадбени пријем, валима (гозба), медени месец.
Једини исламски захтев је одржавање никаха и његово објављивање. Остали догађаји су културни додаци. Цивилна регистрација је обично законски захтев.

## Уговорени бракови
Уговорени брак преовладава у арапском свету, као и на Индијском потконтиненту и у већем делу Источне Азије. Традиције ових друштава забрањују предбрачни секс, као и дружење између мушкараца и жена пре брака. У овим друштвима, када се млада жена сматра довољно старом за удају, њена породица ће потражити неколико потенцијалних породица сличног друштвеног порекла где би пронашла срећу у браку и где би постала саставни део своје нове породице без већих проблема са прилагођавањем. Исто тако, када се сматра да је младић довољно стар за женидбу, његова породица ће се осврнути око себе како би пронашла неколико потенцијалних невеста из добрих породица са добрим вредностима.
Иако је то случај у већини других горе наведених друштава, постоје додатни фактори који доприносе удобности и сигурности пара у арапским земљама Западне Азије и Северне Африке: традиција крвног брака (брак блиских рођака). У овим земљама, најмање једна шестина свих бракова је склопљена међу вереницима у крвном сродству. У Саудијској Арабији, већина (65%+) свих бракова су ендогамни и крвни уговорени бракови. Више од 40% свих бракова су ендогамни и крвни у Ираку, Јордану, Сирији, Јемену, Кувајту, УАЕ, Оману, Судану, Либији, Мауританији и преко 20% бракова у Египту и Алжиру. Уговорени бракови укључују ендогамне и неконсангвинске бракове и стога премашују горе наведене стопе ендогамних и консангвинских бракова. Арапски хришћани, као што су коптски хришћани у Египту, имају сличне обрасце брака. Брак је био централна карактеристика традиционалних абориџинских друштава. Слобода брака је била ограничена како би се осигурало да се деца рађају у складу са одговарајућим породичним групама и припадностима и како би се избегли бракови са одређеним блиским рођацима или бракови са било ким ван групе. Мишљења се разликују о томе да ли овај феномен треба посматрати као искључиво заснован на исламским праксама, јер студија из 1992. године међу Арапима у Јордану није показала значајне разлике између хришћанских Арапа и муслиманских Арапа када се упоређује појава бракова са крвним сродством.
Иако се перципирана лепота сматра фактором, много већи значај се придаје традиционалним врлинама попут скромности, угледног понашања, смиреног темперамента и једноставности. Сличне породичне вредности и чедност су типичне особине које породице траже приликом избора супружника. Традиционално, процес истраживања узима у обзир физичку лепоту младе, њено понашање, чистоћу, образовање и коначно њене квалитете као домаћице. Приликом спровођења ове традиционалне истраге, родитељи такође узимају у обзир понашање породице будуће невесте.
Традиционално, први сусрет се обично одвија између младе, младожење и њихових мајки. Они се састају, обично на јавном месту или у кући младе, и упознају се. Млада, младожења и њихови пратиоци обично седе одвојено, али у близини једно другог како би се боље упознали. У скоријој историји, мушкарац је могао предложити својој породици кога би желео да размотре, а могуће је да се мушкарац и жена већ познају. Такође је уобичајено у градским породицама да се млада и младожења договоре да се венчају пре него што младожења приђе породици младе за њихову дозволу.

## Тулба
Тулба или Толбе (арапски: طلبة) је у суштини формални захтев за руку. Догађај је приватнији, ограничен на рођаке младенаца. Ово се дешава након што су се обе породице сложиле са одлуком пара да се венчају. Тада младожења, заједно са члановима своје породице, моли невесту, заједно са њеном породицом, да јој пружи руку у браку. Породице тада формално признају да ће се пар венчати.

## Веридба
Веридба се, (арапски: خطوبة 'khetbah' у Саудијској Арабији, као и у ранијој арапској и исламској правној пракси фикх, или се назива خطوبة „khutubah“ у Египту и Леванту) у арапском свету  обично одржава током једноставнијег свадбеног весеља или породичне вечере. Млада носи било коју хаљину коју жели и нема поворке зафа. Обично се младенци облаче у одећу усклађених боја. Размењују прстење, стављајући једно другом прстен на домали прст десне руке.

## Радва
Овај догађај се обично дешава један или два дана пре венчања. То је мало окупљање блиских мушких рођака са обе стране младе и младожење, обично у дому породице младе. У овој размени, мушкарци са стране младожење се брину да је породица младе задовољна забавом. Мушки чланови породице са стране младожење такође се побрину да реше све проблеме у последњем тренутку пре венчања. Најстарији мушкарац са стране младожење честита свим мушким рођацима са обе стране.

## Ноћ кане (Гомра)
У Старој Палестини, ноћ кане је била ноћ која се користила за припрему свих потребних свадбених украса и аранжмана у последњем тренутку. То је такође била прилика да породице заједно славе пре венчања. Породица младожење би плесала улицама села док не би стигла до куће младе. Када би стигли тамо, породица би припремала кану, која би се затим користила за украшавање руку младе и младожење (при чему би младожењини украси били само иницијали његове младе и њега самог), а затим би млади понудила свој махр (услов муслиманке за прихватање мушкарца у брак, обично плаћен у злату јер не губи вредност као друго богатство). Породице би затим играле и певале традиционалну палестинску музику.
У модерно доба, посебно за оне који не живе у Палестини, ноћ кане остаје традиционална по обичајима, али је веома слична девојачкој вечери; пријатељице и рођаке младе јој се придружују у слављу, које укључује храну, пиће и плес. Женска група свира арапску музику, понекад исламску музику, док сви играју. Жена црта кану или мехнди, привремени облик украшавања коже каном, на кожи младе и гостију - обично на длановима и стопалима, где ће боја кане бити најтамнија јер кожа тамо садржи већи ниво кератина, који се привремено везује за боју кане.
Мушкарци такође имају забаву, на којој породица и пријатељи младожење плешу уз традиционалну палестинску музику. У неким сеоским обичајима, младожењино лице брије блиски члан породице или пријатељ као припрему за венчање. Традиција давања злата младенцима се и даље користи. Младожења ће ући тамо где је млада; обоје ће се обојити каном, а затим ће младожења понудити младој њен махр. 
Важан елемент ноћи кане, како на традиционалним тако и на нетрадиционалним забавама кане, је одећа коју носе палестинске жене и младожења. Жене се облаче у традиционалне (обично ручно везене) хаљине, познате као палестински итјаб. Хаљине невесте су екстравагантне и изврсно везене. Младожења носи уобичајену традиционалну арапску мушку одећу тхавб и хату (покривало за главу).
Традиција венчања са каном остала је популарна међу потомцима јеврејских мањина из претежно муслиманских земаља.

## Сахра
У неким областима (нпр. Палестина), мушки пријатељи и рођаци имају вечерњу забаву (сахра на арапском) у башти или на улици испред куће младожење. Музичке и плесне групе наступају, а мушкарци плешу са младожењом. Женама није дозвољен улаз и могу гледати програм путем видео пројекције унутар куће или затворене баште. У строгим исламским породицама, ово је једини начин да се дозволи мушкарцима ван породице да присуствују венчању.

## Свадбени пријем/забава
Венчања обично укључују зафу, поворку која најављује венчање пара. Зафа се разликује од региона до региона. На пример, у Египту је Думијати зафа популарна на северу. У Леванту је традиционални дабкех популаран. Друге верзије зафе могу се наћи у Северној Африци и на Арапском полуострву, као и халиџи; зафа је чак стигла до Малезије са првим арапским трговцима.

### Градска венчања
Након зафе или зефафа, млада и младожења (то је углавном у Египту) седе на подијуму, или коши (كوشة), који се обично састоји од два удобна седишта испред гостију, са којих младенци владају као краљ и краљица. Чим младенци седну у кошу, гостима се дели шербет пиће, и сви пију у њихово здравље.
Млада и младожења затим мењају прстење са десне руке на леви кажипрст. Овим ритуалом почињу свечаности. Млада и младожења имају први плес, након чега им се придружују остали сватови. Обично трбушна плесачица или певач забављају госте, али луксузнија венчања имају више од једног забављача. Гости играју и певају са младенцима, а младожење понекад пријатељи бацају у ваздух. На модерним венчањима, након формалне забаве, диск-џокеј ће продужити свечаности.
Следи сечење торте. Као што се ради и другде у свету, младенци секу торту, која је висока неколико слојева. Млада затим баца свој букет иза леђа другим женама пуним наде. По традицији, ко год ухвати букет сматра се срећницом јер је предсказано да ће се следећа удати. Затим, пар отвара шведски сто за госте, који обично нуди широк избор салата, меса, чорби, слаткиша, воћа и других јела арапске кухиње. Храна се сматра једним од фактора који одражавају богатство породица младе и младожење. Након што гости једу, многи од њих, посебно они који нису блиски рођаци или пријатељи пара, одлазе након што честитају пару. На неким венчањима може бити више забаве, укључујући диск-џокеја, плес, а понекад и певача или бенд, што се наставља до касно у ноћ. Млада и младожења тада обично добијају бесплатан боравак од једне или две ноћи у хотелу у којем је одржано венчање.
У строгим муслиманским породицама, мушкарци не смеју да плешу са женама или чак да гледају жене у непристојним хаљинама. Дакле, само женске гошће и деца улазе у салу са сватовима. Такође, фотографи и остало особље морају бити жене, а диск-џокеј, ако је мушкарац, мора да ради иза затворених врата. Мушкарци чекају напољу у посебној просторији или башти. На крају забаве, жене покривају рамена, а мушки чланови породице могу ући у дворану. Породица по породица посећује пар како би му честитала и додељивала новчане поклоне. На крају, могу да плешу заједно.
Прослава уз пуцњаву се сматра једном од многих пракси током арапских венчања. Међутим, ове праксе се често критикују јер понекад доводе до смртних случајева. На пример, један Ирачанин из Хавије у Ираку изгубио је контролу над оружјем и на крају пуцао и убио свог сина на његовом венчању у јуну 2020. године.

### Сеоска венчања
Модерна урбана венчања су под утицајем западних традиција - на пример, сечење торте и бацање букета. То није случај са руралним подручјима, или, на пример, већином делова Саудијске Арабије, где се и даље обавља оригинални традиционални арапски исламски стил венчања. У руралним подручјима земаља попут Египта, након зафе, церемонија венчања се обично одржава на великој чистини, где се поставља огроман арапски шатор назван севан (صوان). Забава укључује трбушну плесачицу или певача, понекад обоје. Пића се доносе гостима, а храна се служи на огромним тањирима. Уобичајена храна је фата, комади јагњећег меса умочени у пиринач и хлеб умочен у чорбу. Млада и младожења рано напуштају венчање, али ће гости наставити весеље.

## Исламске праксе

### Читање Фатихе
У Египту и деловима Палестине и Јордана, породица младе организује пријем у свом дому, где младожења формално тражи руку младе од њеног оца или најстаријег мушкарца у породици. Након што се отац сложи, породице читају Фатиху (прву суру у Курану) и служе шербет, слатки напитак припремљен од цвећа или воћа (обично у Египту) или арапску кафу (обично у Леванту).

### Брачни уговор
Брачни уговор, назван Aqd Nikah, Aqd Qiran, Aqd Zawaj, и Katb el-Kitab, је фокус званичне церемоније венчања. Почиње тако што шеик или имам држи кратак говор о томе како је Пророк поштовао своје жене, како да се поштују жене и како жене треба да се односе према својим мужевима и да их поштују. Тада имам каже младожењи да послуша говор који је управо одржан, а отац (или најстарији мушкарац у породици младе) прихвата просидбу. Церемонија подсећа на читање Фатихе, али је такође и време када се правни документи попуњавају, а затим подносе. Два сведока, обично најстарији мушкарци у свакој породици, потписују своја имена на брачном уговору, и пар је сада званично венчан.
У Леванту се овај догађај обично одржава у кући породице младе или младожење, или понекад у самој сали, у џамији или на суду ако пар тако одлучи.

### Међуверски бракови
Међуверски бракови нису чести, али се дешавају у арапским друштвима. Приближно 6 процената бракова у Либану су међуверски бракови. Међуверски брак је сложен корак у Либану где је систем секташки: држављанство и секта се наслеђују по патрилинеарној линији. Да би се венчали, либански грађани морају да се венчају у складу са једним од петнаест закона о личном статусу у либанској држави. Жене се често удају према закону о личном статусу мужа, али постоје и случајеви преласка у другу веру. Парови који не желе да промене веру или да се придржавају одређеног закона о личном статусу, одлучују се за грађански брак у иностранству и/или одрицање од своје секте у својим личним документима.

## Хришћанске праксе
Велика мањина арапских хришћана, који углавном живе у региону Леванта и у Египту, припадају углавном католичким и православним хришћанским црквама и користе древне хришћанске симболичке традиције на својим венчањима.